# 津市立辰水小学校
津市立辰水小学校（つしりつたつみずしょうがっこう）は三重県津市美里町家所にあった公立の小学校。

## 概要
三重県の中央部に位置していた。校歌の作詞は真弓実、作曲は伊東功。閉校後も校舎（海抜93.0 m）は指定避難所となっており、収容人数は津市美里地域で最大の790人である。

## 沿革
- 1889年9月 - 町村制の実施により、家所村、穴倉村、高座原村、日南田村、船山村を合併し、辰水村が発足。
- 1966年10月 - 辰水小学校校歌完成
- 2006年1月 - 市町村合併により、美里村が津市美里町となり、津市立辰水小学校となる。
- 2017年3月 - 津市立高宮小学校・長野小学校・美里中学校と統合し、津市立みさとの丘学園を開校するため閉校[2][3]。

## 年間行事
| 月   | 行事                        |
| ---- | --------------------------- |
| 4月  | 始業式 入学式 春の遠足      |
| 5月  | 6年修学旅行                 |
| 7月  | 終業式 高学年キャンプ       |
| 9月  | 始業式 ふれあい運動会       |
| 10月 | 秋の辰の子遠足              |
| 12月 | マラソン大会 終業式         |
| 1月  | 始業式                      |
| 2月  | 新入児入学説明会            |
| 3月  | 6年生を送る会 卒業式 修了式 |

## 閉校後
閉校後は、毎月1回、元給食調理員らが「たつの和カフェさくら」を開設し、毎度100人程度を集客していた。また、実際に学校として利用させていた施設でコスプレ撮影ができるとして、コスプレイヤーも訪れていた。コスプレイヤーによると、コンクリート製の校舎で撮影できる場所は珍しかったといい、東海地方を中心に日本全国からコスプレイヤーが集まり、地域住民は地域活性化を期待していた。しかし、消防法や建築基準法で設置義務のある避難誘導灯が一部にしか設置されていないとの理由で、2024年4月から校舎の利用ができなくなった。辰水小学校と同時に閉校した高宮小学校・長野小学校でも同様に校舎の活用が不可となった。「たつの和カフェさくら」の最終営業となった2024年3月17日には過去最多の168人が来店した。

## 校区
- 家所北、家所南、穴倉、高座原、船山、日南田、長谷山ハイツI期、II期

## 周辺

辰水神社ジャンボ干支

地図
ジャンボ干支で有名な辰水神社